# ザ・リッター
ザ・リッター（The Litter）は、1966年にアメリカ・ミネソタ州ミネアポリスで結成されたアメリカのサイケデリック＆ガレージ・ロック・バンド。

## 概要
1967年のデビュー・シングル「アクション・ウーマン」が最もよく知られている。 1960年代後半に3枚のアルバムをレコーディングした後、解散したが、1990年、1992年、そして1998年に再び再結成し、新旧両方の楽曲からなる新しいスタジオ・アルバムをレコーディングした。ミネアポリスで録音された音源はすべて、スコッティ＆ワリックとヘキサゴン・レーベルを所有していたウォーレン・ケンドリックがプロデュースした。

## メンバー
- ジム・ケイン - ベース・ギター、ムーグ・シンセサイザー、1966-1970 & 1990
- トム・マレー - ドラム、1966-1972 & 1992（オハイオ州クリーブランド、1948年生まれ）
- ダン・リナルディ - リズム・ギター、バッキング・ヴォーカル - 1966-1972 & 1992（ミネアポリス出身、1945年5月1日 - 2015年6月5日）
- ビル・ストランドロフ - リード・ギター、1966年～1967年（ミネソタ州セントポール出身、1946年～1995年3月4日）
- デニー・ウェイト - オルガン、リード・ヴォーカル、ハーモニカ、1966年～1968年、1990年～1992年、1995年～2012年（セントポール出身、1948年4月14日）
- トム'ジッピー'キャプラン - リード・ギター、1967-1968 & 1990-1992（セント・ポール、1946年8月18日生まれ。）
- ロニー・ナイト - リード・ギター、ヴォーカル、1968年
- マーク・ギャラガー：ヴォーカル、1968-1970 & 1992（マーク・パトリック・ギャラガー、1948年3月17日～2009年2月24日）
- レイ・メリーナ：リード・ギター（1968年～1970年
- ショーン・ジョーンズ - リード・ギター、1970年（別名ジャック・スタンレー・ジョーンズ、ショーン・C・マーシャル、1948年10月9日生まれ、2011年2月13日没）
- ジョン・サトフェン（ベース、1970年
- ケイシー・マクファーソン（ヴォーカル） 1971-1972
- マイク・ロウ（ベース、1971年-1972年
- ジョン・キング（リード・ギター、1971-1972
- ウディ・ウッドリッチ（ベース、1970年
- ミック・スタンホープ（ヴォーカル） 1992年
- ボブ・フード（1992年
- リック・オッタム（1992年
- ジョー・スカンラン - ドラム、1998年 - 2005年
- ダグ・ハスマン - リズム・ギター、リード・ギター（2005-2007
- ケニー・カーソン - リズム・ギター、ベース（2005年、2012年現在

## ディスコグラフィー

### シングル
- "Action Woman" b/w "A Legal Matter" (Scotty 803G-6710) January 1967
- "Somebody Help Me" b/w "I'm a Man" (Warick 9445–6711) 1967
- "Action Woman" b/w "Whatcha Gonna Do About It" (Warick 6712) 1967
- "Silly People" b/w "Feeling" (Probe 461) 1968
- "Blue Ice" b/w "On Our Minds" (Probe 467) 1969

### アルバム
- Distortions (Warick WM-671-A) 1967
- $100 Fine (Hexagon 681-S) 1968
- Emerge (Probe 4504-S) 1968
- Re-Emerge (Arf! Arf! AA-080) 1999

### コンピレーション
- Rare Tracks (Eva 12013) 1983
- "Action Woman":
  - Pebbles, Volume 1 (LP-1979; CD-1992)
  - Songs We Taught the Fuzztones (1993)
  - Nuggets: Original Artyfacts from the First Psychedelic Era, 1965-1968 — Box Set (1998)
  - Garage Rock Classics (2004)
  - Trash Box (5-CD box set)
- "I'm A Man":
  - Pebbles, Volume 2 (LP)
  - Pebbles, Volume 3 (CD – ESD Records)
- "Hey Joe":
  - The Scotty Story (CD)
- "7 Up Commercial":
  - The Scotty Story (CD)